# Западни раскол
Западни раскол или Папски раскол, била је подела у Католичкој цркви од 1378. до 1417. године, када су два (од 1409. три) претедента прогласила себе за правог папу. До подјеле је дошло након смрти папе Гргура XI, а разрјешена је сабор у Констанци (1414—1418).

## Позадина
Раскол је настао због повратка папа из Авињона у Рим. Гргур XI је окончао Авињонско папство повратком у Рим 1378. године. Кад је Гргур XI умро окупљени кардинали су бирали новог папу. Грађани Рима су се побунили, јер су се бојали да ће кардинали изабрати Француза за папу. Већина кардинала су били Французи, јер су једно време папе били Французи. Под притиском руље кардинали бирају 1378. Италијана Урбана VI.

### Кардинали бирају новог папу Француза
Нови папа се замера кардиналима, па се кардинали премештају из Рима у Фонди, где изабиру 20. септембра 1378. ривалског папу Клемента VII.
Клемент VII успоставља своје седиште поново у Авињону.

### Део католичких држава подржава једног, а део другог папу
Католичка црква се нашла у великим невољама. Дотад су постојали антипапе, тј папе изабране ривалским фракцијама. Сада су први пут обојица папа изабрани од легитимних лидера цркве, тј од кардинала. Владари по Европи требало је да се определе ког папу да подржавају.
Авињонског папу су подржали: Француска, Арагон, Кастиља, Кипар, Бургундија, Савоја, Напуљ и Шкотска. Римског папу су подржали: Данска, Енглеска, Фландрија, Свето римско царство, Мађарска, Северна Италија, Ирска, Норвешка, Пољска и Шведска.
Националне и фракцијске поделе помогле су да раскол преживи почетне папе који су започели са шизмом. Одржавала су се два седишта католичке цркве. Један у Риму, а други у Авињону.

### Сабори у Пизи и Констанцу
Одржан је црквени концил у Пизи 1408. са намером да се реши спор, па они изабиру трећег папу, антипапу Александра V. Њега наслеђује антипапа Јован XXIII.
Коначно на концилу у Констанци 1417. Јован XXIII и Бенедикт XIII су свргнути, а Гргур XII даје оставку, тако да је изабран јединствени нови папа Мартин V и тиме је окончан западни раскол. На тај начин је линија папа из Рима призната као легитимна линија. Отада је проглашено да црквени концил не може сменити папу. Избор папе може поништити једино сам папа.